# Lista över fornlämningar i Falköpings kommun (Näs)
Lista över fornlämningar i Falköpings kommun (Näs) är en förteckning av ett urval av de fornlämningar som finns i Näs i Falköpings kommun.
| Namn                  | Lämningstyp    | Tillkomsttid | Historisk indelning | Plats | Läge                 | ID-nr          | Bild                                 |
| --------------------- | -------------- | ------------ | ------------------- | ----- | -------------------- | -------------- | ------------------------------------ |
| Näs 1:1               | Stensättning   |              | Näs, Västergötland  |       | 58.074850, 13.732314 | 10200400010001 | Ladda upp en bild av detta fornminne |
| Näs 2:1               | Stenkammargrav |              | Näs, Västergötland  |       | 58.079330, 13.743371 | 10200400020001 | Ladda upp en bild av detta fornminne |
| Näs 3:1               | Stenkammargrav |              | Näs, Västergötland  |       | 58.082409, 13.745212 | 10200400030001 | Ladda upp en bild av detta fornminne |
| Näs 3:2               | Hällristning   |              | Näs, Västergötland  |       | 58.082409, 13.745212 | 10200400030002 | Ladda upp en bild av detta fornminne |
| Näs 4:1               | Hög            |              | Näs, Västergötland  |       | 58.087865, 13.745618 | 10200400040001 | Ladda upp en bild av detta fornminne |
| Näs 4:2               | Hög            |              | Näs, Västergötland  |       | 58.088018, 13.745096 | 10200400040002 | Ladda upp en bild av detta fornminne |
| Näs 5:1               | Hög            |              | Näs, Västergötland  |       | 58.088786, 13.724084 | 10200400050001 | Ladda upp en bild av detta fornminne |
| Näs 6:1               | Stensättning   |              | Näs, Västergötland  |       | 58.088615, 13.722541 | 10200400060001 | Ladda upp en bild av detta fornminne |
| Hallabacken (Näs 7:1) | Stenkammargrav |              | Näs, Västergötland  |       | 58.086199, 13.711998 | 10200400070001 | Ladda upp en bild av detta fornminne |
| Hallabacken (Näs 7:2) | Stenkammargrav |              | Näs, Västergötland  |       | 58.086515, 13.711691 | 10200400070002 | Ladda upp en bild av detta fornminne |
| Näs 8:1               | Stensättning   |              | Näs, Västergötland  |       | 58.084529, 13.717158 | 10200400080001 | Ladda upp en bild av detta fornminne |
| Näs 9:1               | Stensättning   |              | Näs, Västergötland  |       | 58.088062, 13.710234 | 10200400090001 | Ladda upp en bild av detta fornminne |
| Kickhögen (Näs 10:1)  | Stensättning   |              | Näs, Västergötland  |       | 58.086801, 13.705965 | 10200400100001 | Ladda upp en bild av detta fornminne |
| Näs 14:1              | Stensättning   |              | Näs, Västergötland  |       | 58.091306, 13.710226 | 10200400140001 | Ladda upp en bild av detta fornminne |
| Näs 16:1              | Stensättning   |              | Näs, Västergötland  |       | 58.092014, 13.703676 | 10200400160001 | Ladda upp en bild av detta fornminne |
| Näs 17:2              | Stensättning   |              | Näs, Västergötland  |       | 58.093418, 13.702591 | 10200400170002 | Ladda upp en bild av detta fornminne |
| Näs 18:1              | Stensättning   |              | Näs, Västergötland  |       | 58.098442, 13.763203 | 10200400180001 | Ladda upp en bild av detta fornminne |
| Näs 20:1              | Stensättning   |              | Näs, Västergötland  |       | 58.073842, 13.700202 | 10200400200001 | Ladda upp en bild av detta fornminne |
| Näs 20:2              | Stensättning   |              | Näs, Västergötland  |       | 58.073694, 13.700253 | 10200400200002 | Ladda upp en bild av detta fornminne |
| Näs 21:1              | Stensättning   |              | Näs, Västergötland  |       | 58.073140, 13.700069 | 10200400210001 | Ladda upp en bild av detta fornminne |
| Näs 22:1              | Hög            |              | Näs, Västergötland  |       | 58.089317, 13.730408 | 10200400220001 | Ladda upp en bild av detta fornminne |
| Näs 25:1              | Stensättning   |              | Näs, Västergötland  |       | 58.094234, 13.688146 | 10200400250001 | Ladda upp en bild av detta fornminne |
| Näs 30:1              | Stensättning   |              | Näs, Västergötland  |       | 58.083620, 13.751493 | 10200400300001 | Ladda upp en bild av detta fornminne |
| Näs 32:1              | Hög            |              | Näs, Västergötland  |       | 58.087129, 13.749589 | 10200400320001 | Ladda upp en bild av detta fornminne |
| Vartofta-Åsaka 75:1   | Stenkammargrav |              | Näs, Västergötland  |       | 58.093376, 13.691044 | 10208600750001 | Ladda upp en bild av detta fornminne |